# 托皮卡
托皮卡（英語：Topeka）是美國堪薩斯州東北部的肖尼郡的縣治，也是堪薩斯州的州政府所在地。人口122,377(2000年統計)。托皮卡創立於1854年12月5日。城市面積為147.6平方公里（57平方英哩），其中陸地面積佔了145.1平方公里（56.0 平方英哩）。美國海軍為紀念這城市，曾經把三艘船命名為「托皮卡」（USS Topeka）。托皮卡的主要產業為食品加工业。

## 交通
托皮卡陸地交通方便。I-70公路貫穿全市：向西往丹佛市，在猶他州內連接I-15公路；向東往堪薩斯城、聖路易斯、印第安納波利斯和匹茲堡等多個城市。

## 經濟
托皮卡最大雇主為堪薩斯州政府，雇用大約8,400人或該市69%的政府工作人員。教育、衛生和社會服務行業佔工作人口的最大比例，達22.4%。四個校區總共雇用4,700人，沃什伯恩大學則有1,650位員工。零售業佔11.5%的工作人口，當中沃尔玛及狄龍斯超市比重較高。製造業則有固特异、希爾思寵物營養、菲多利、約斯滕斯等大型公司進駐設廠或企業總部。

## 外部連結
- 托皮卡官方網站 （页面存档备份，存于）